# Valeur spectrale
En mathématiques, pour un espace de Banach E et un endomorphisme continu u de E, on dit que λ est une valeur spectrale de u si l'endomorphisme u – λId n'a pas un inverse qui soit un endomorphisme continu.
Si E est de dimension finie, tous les endomorphismes de E sont continus et tout endomorphisme de E injectif est bijectif, par conséquent la notion de valeur spectrale se confond avec celle de valeur propre.
Dans le cas général, si u – λId a un inverse alors cet inverse est automatiquement linéaire, et (par le théorème de l'application ouverte) continu. Cette précision peut donc être ôtée de la définition initiale (elle n'intervient à nouveau que lorsqu'on cherche à étendre la définition à un opérateur u non borné) :
- les valeurs spectrales de u sont simplement les λ tels que u – λId ne soit pas bijectif.

Les valeurs propres correspondent au cas u – λId non injectif. C'est parfois le seul cas :
- pour un opérateur compact, toute valeur spectrale non nulle est valeur propre.

Le cas (non disjoint) u – λId non surjectif peut se reformuler en : son image est non fermée ou non dense (à nouveau, ce « ou » est non exclusif). Or un opérateur borné T est à la fois injectif et d'image fermée si et seulement s'il est borné inférieurement, c'est-à-dire si et seulement s'il existe une constante C > 0 telle que pour tout vecteur x, la norme de Tx soit supérieure ou égale à celle de Cx.
Inversement, T est non injectif ou d'image non fermée s'il n'est pas borné inférieurement, ce qui équivaut à l'existence d'une suite de vecteurs unitaires xn tels que Txn → 0. Les λ tels que u – λId ne soit pas borné inférieurement s'appellent les valeurs propres approchées de u. On peut donc reformuler :
- les valeurs spectrales de u sont ses valeurs propres approchées et les λ tels que l'image de u – λId ne soit pas dense.

Une valeur spectrale peut vérifier simultanément ces deux conditions. Les valeurs spectrales résiduelles (celles qui ne sont pas valeurs propres approchées) sont difficiles à caractériser, mais on dispose du théorème suivant :
- pour un opérateur normal sur un espace de Hilbert, les seules valeurs spectrales sont les valeurs propres approchées.

Un exemple de valeur spectrale résiduelle : 0 est une valeur spectrale résiduelle pour une isométrie non surjective, par exemple pour l'opérateur de décalage sur ℓ2 qui envoie (x0, x1, …) sur (0, x0, x1, …).